# White Rovers Football Club
Vous lisez un « article de qualité » labellisé en 2016.
Maillots
Le White Rovers Football Club, abrégé en White Rovers, est un club de football français fondé en 1891, disparu en 1899 et basé à Paris.
Le club, fondé par des Britanniques, est l'un des tout premiers clubs français et un important pionnier du football en France. Affilié à l'Union des sociétés françaises de sports athlétiques en 1894, il participe aux premières éditions du championnat de France organisé par cette fédération, la première compétition en France. Néanmoins, longtemps considérés comme favoris et meilleure équipe de Paris, les White Rovers ne vont jamais parvenir à remporter le championnat, terminant quatre fois de suite vice-champions entre 1894 et 1897, derrière le Standard Athletic Club et le Club français. Le club périclite par la suite ; peinant à rassembler des équipiers, les White Rovers, après deux saisons sans jouer le titre, abandonnent pour la saison 1899-1900 et dissolvent le club.
Les White Rovers ont participé à nombre de premières en France – le premier match interclubs, en 1892 contre l'International Athletic Club ; le premier match international interclubs, en 1893 contre les Anglais du Marylebone Football Club ; le premier match officiel, en 1894 contre le Cercle athlétique de Neuilly – et ont eu, malgré leur faible période d’existence, une influence considérable sur la diffusion du football en France.
Le club, qui évoluait en blanc et noir, a principalement joué sur le terrain de Bécon à Courbevoie, au nord-ouest de Paris.

## Historique

### Genèse du club (1891-1893)

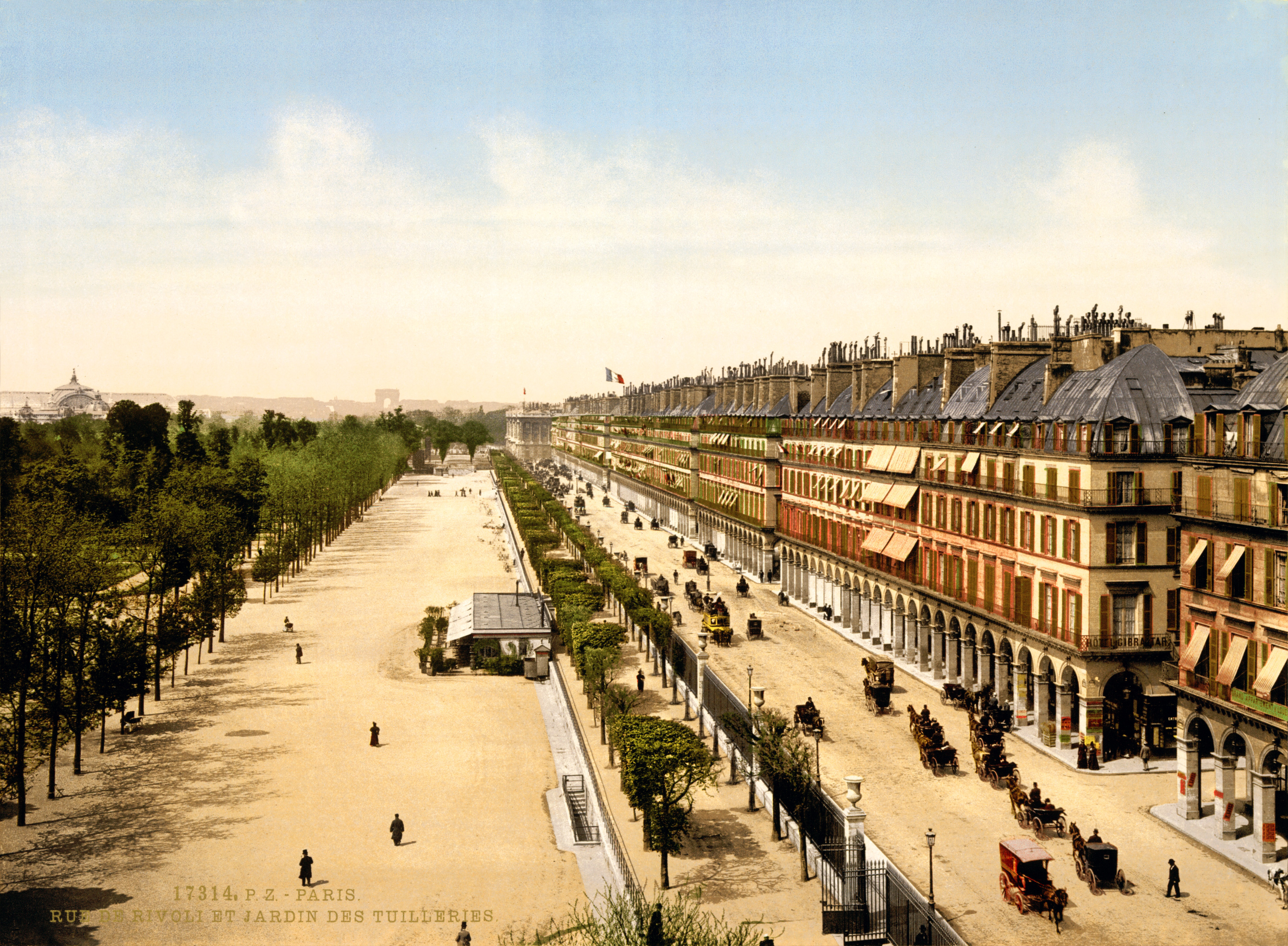
Le siège social des White Rovers se situait rue de Rivoli à Paris.

La pratique du football apparaît à Paris vers 1890 sous l'impulsion de Britanniques. L'un des premiers clubs fondés est le White Rovers Football Club, formé en octobre 1891 au Café français de la rue Pasquier à Paris sous l'impulsion du Britannique Jack Wood,. Le club, majoritairement composé d'Écossais, a pour secrétaire M. Pullard, qui travaille au Galignani’s Messenger, dont le siège social situé au 224 rue de Rivoli sert aussi à abriter celui des White Rovers,, et pour trésorier William Sleator, considéré comme l'un des « pères du football en France ».
La fondation du club est annoncée le 7 novembre dans Les Sports athlétiques, le journal de l'Union des sociétés françaises de sports athlétiques (USFSA). Toutes les nationalités sont admises au sein du club, à condition toutefois que les membres se servent des mots anglais pendant les matchs,. Les White Rovers ne se soucient pas dans un premier temps d'adhérer à l'USFSA. Le club fixe son terrain sur une plaine située à Bécon les Bruyères au nord-ouest de Paris, en face de la gare du même nom.
Le premier match interclubs joué en France dont une trace ait été conservée et premier match connu des White Rovers se joue le 2 mars 1892 à Bécon entre le club et l'International Athletic Club, les Rovers l'emportant largement par dix buts à un,. Trois clubs coexistent à Paris à partir de fin 1892, les White Rovers, le Standard Athletic Club et le Club français, lesquels commencent à se rencontrer régulièrement au cours de la saison 1892-1893. Le 11 décembre 1892, les White Rovers sont opposés sur leur terrain pour la première fois au Standard AC et s'imposent par cinq buts à un. Ils affrontent pour la première fois le Club français à Bécon le 8 janvier 1893 et remportent le match par trois buts à deux. Les White Rovers continuent leur série de victoires en battant une nouvelle fois le Standard AC le 22 janvier par trois buts à zéro, puis le 11 mars sur le terrain du Standard AC situé porte Dauphine par deux buts à un.
Des liens se tissent alors entre les trois clubs. Les White Rovers et le Standard AC organisent des soirées où les joueurs des autres clubs sont conviés, près de la gare Saint-Lazare pour les Rovers. En quête de nouveaux adversaires, ils se tournent vers l'Angleterre et parviennent à faire venir à Paris l'équipe londonienne du Marylebone Football Club pour les fêtes de Pâques 1893,. Le 1er avril, le Marylebone FC bat une sélection de joueurs des White Rovers, du Standard AC et du Club français par trois buts à zéro. Le lendemain a lieu le premier match international interclubs sur le sol français entre les White Rovers et le Marylebone FC, les Londoniens l'emportant sur les Parisiens par quatre buts à un sur le terrain de Bécon pour le dernier match de la saison des White Rovers.

### Participation au premier championnat de France (1893-1894)
Alors que quelques clubs de football existent à Paris au début de la saison 1893-1894, l'USFSA ne légitime pas ce sport dans un premier temps. Aucun club n'est ainsi affilié ou reconnu à l'USFSA. Les White Rovers finissent par être admis par l'USFSA le 9 janvier 1894, plus de deux ans après leur fondation. Aucune compétition officielle n'est toutefois organisée ; sous la menace de la fondation d'une ligue indépendante par les clubs de football, l'Union finit par reconnaître ce sport et promet l'organisation d'un championnat officiel en fin de saison, championnat qui sera géré par la Commission de rugby,.
À cause de ces événements, les premiers matchs interclubs de la saison n'ont lieu que tardivement. Le seul résultat conservé en match amical des White Rovers sur la saison est une victoire un but à zéro face au Standard Athletic Club le 10 février 1894. Comme l'année précédente, le Marylebone Football Club se rend à Paris pour les fêtes de Pâques 1894, cette fois accompagné du Belsize Football Club,. Le 24 mars 1894, une équipe mixte du Marylebone FC et du Belsize FC s'impose trois buts à deux face à une sélection parisienne composée de joueurs des White Rovers, du Standard AC et du Club français. Le 25 mars, le Belsize FC bat les White Rovers par quatre buts à un, tandis que le lendemain, les Rovers parviennent à accrocher le match nul zéro à zéro face au Marylebone FC. Trois semaines avant le début du championnat de France, les White Rovers se placent ainsi en favori aux dépens du Standard AC, battu respectivement trois buts à zéro et huit buts à un par le Marylebone FC et le Belsize FC.
Le premier championnat de France de football, disputé en matchs éliminatoires, débute en avril 1894. Seuls six clubs s'engagent. Comme deux clubs sont exemptés du premier tour et que l'International Athletic Club déclare forfait face au Standard AC, le premier tour ne consiste qu'en un seul match, disputé le 15 avril entre les White Rovers et le Cercle athlétique de Neuilly. Pour le premier match officiel de l'histoire du football français, les White Rovers l'emportent facilement sur le score de treize buts à zéro à Bécon. Georges Duhamel, membre du CA Neuilly et auteur du livre Le football français : ses débuts, qui raconte avec précision les débuts du football français de 1890 à 1895, n'a malheureusement pas pu rapporter de témoignage sur ce match, étant grippé et ayant été interdit de sortir par sa mère. En demi-finale, les White Rovers s’imposent le 22 avril par un but à zéro face au Club français grâce à un but de McBain,. La finale est celle attendue entre les deux grands rivaux, les White Rovers et le Standard AC. Le 29 avril, les deux équipes ne parviennent pas à se départager, le match se terminant sur le score de deux buts partout. La rencontre est donc rejouée le dimanche 6 mai 1894 sur le terrain du Stade français au vélodrome de Courbevoie, et contre toute attente, les White Rovers sont battus par deux buts à zéro, laissant le premier titre de champion de France au Standard AC.

### Nouveau titre de vice-champion et tournée en Angleterre (1894-1895)

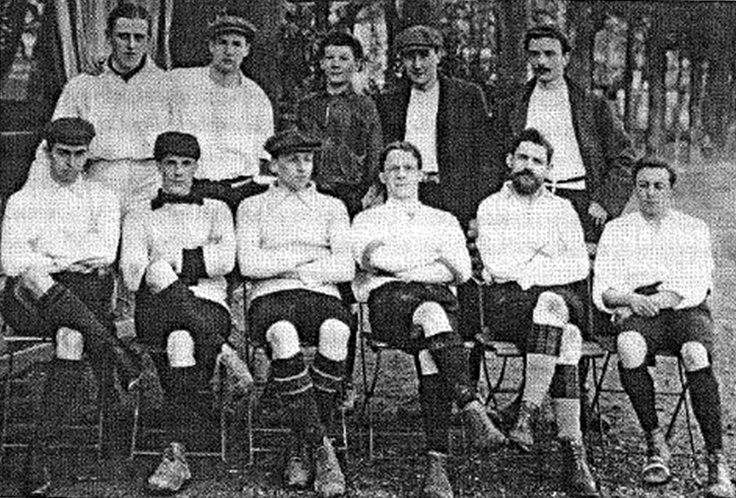
L'équipe des White Rovers en 1895.

En octobre 1894, une commission consacrée au football est créée au sein de l'USFSA, dont fait partie un joueur des White Rovers, M. Pullar, lequel est également nommé dans la foulée arbitre officiel pour un an par le Conseil de l'Union en janvier 1895. Le premier match de la saison des Rovers a lieu le 23 novembre 1894, le club étant battu pour la première fois par le Club français, par trois buts à un. Le premier évènement de la saison est cependant la venue des Anglais du Folkestone Football Club (en) le 24 février 1895, venus affronter une équipe de Paris officiellement sélectionnée pour la première fois par la Commission de football. L'équipe de Paris, qui comprend cinq joueurs des White Rovers, s'incline par trois buts à zéro sur le terrain détrempé du vélodrome de la Seine devant la présence de « beaucoup de monde »,,.
Le championnat de France 1895 commence la semaine suivante. Huit équipes s'engagent dans la compétition, toujours disputée en matchs éliminatoires, avec un système de têtes de série dont sont naturellement affublés les trois meilleurs clubs que sont les White Rovers, le Standard Athletic Club et le Club français. Les White Rovers éliminent Paris Star le 3 mars par huit buts à un puis le Club français en demi-finale le 17 mars par deux buts à un après prolongations. La revanche attendue en finale entre les White Rovers et le Standard AC aboutit sur une nouvelle victoire du Standard AC, par trois buts à un,.
Les rivalités sont ensuite mises de côté, les trois grands clubs décidant de préparer une tournée en Angleterre pour Pâques 1895. Une équipe de Paris est ainsi constituée pour faire le déplacement, avec cinq joueurs des White Rovers, pour ce qui est le premier déplacement d'une équipe française à l'étranger. Le 12 avril, l'équipe de Paris retrouve le Folkestone FC et s'incline par huit buts à zéro. Le reste de la tournée montre un écart de niveau important entre les meilleurs joueurs de France et de simples joueurs amateurs anglais, avec des défaites par onze buts à zéro le 13 avril contre une sélection amateure de Londres, puis trois buts à zéro le 15 avril face au Maidenhead Football Club,.

### Deux nouveaux titres de vice-champions (1895-1897)
La nouvelle Commission de football est nommée en octobre 1895, avec Jack Wood des White Rovers. Une formule de poules est adoptée pour le championnat de France 1895-1896, qui oppose neuf clubs de l'agglomération parisienne. Les White Rovers parviennent enfin à battre le Standard Athletic Club en championnat, mais perdent ensuite contre le Club français par quatre buts à un. Malgré sept victoires, le club termine deuxième derrière le Club français, vainqueur de ses huit matchs et déclaré champion,.
Le championnat de France 1896-1897 est disputé selon le même format. Les White Rovers se mêlent une nouvelle fois à la course au titre, terminant le championnat à égalité de points avec le Standard AC. Le règlement prévoit alors qu'un match de barrage soit joué pour l'attribution du titre. Le Standard AC remporte ce match par trois buts à deux, mais, pour une raison indéterminée, le résultat est annulé,. Néanmoins, les White Rovers ne se présentent pas pour rejouer le match, et, considérés comme forfait, échouent de peu pour la quatrième fois consécutive à remporter le championnat.

### Fin du club (1897-1899)
Les White Rovers commencent à péricliter à partir de 1897. Le club termine dernier du championnat de France 1897-1898 sur six équipes,,. Le club évite toutefois la relégation, le championnat passant à sept équipes pour la saison suivante et devenant simplement championnat de Paris à la suite de l'ouverture de la compétition aux clubs de province. Les White Rovers manquent alors de joueurs. Alors que le club engageait une équipe seconde en championnat lors de la saison 1896-1897, ils deviennent le seul club de première série à ne plus en engager pour la saison 1897-1898.
- Photographies du match entre les White Rovers et le Club français du 13 novembre 1898

"Photographies
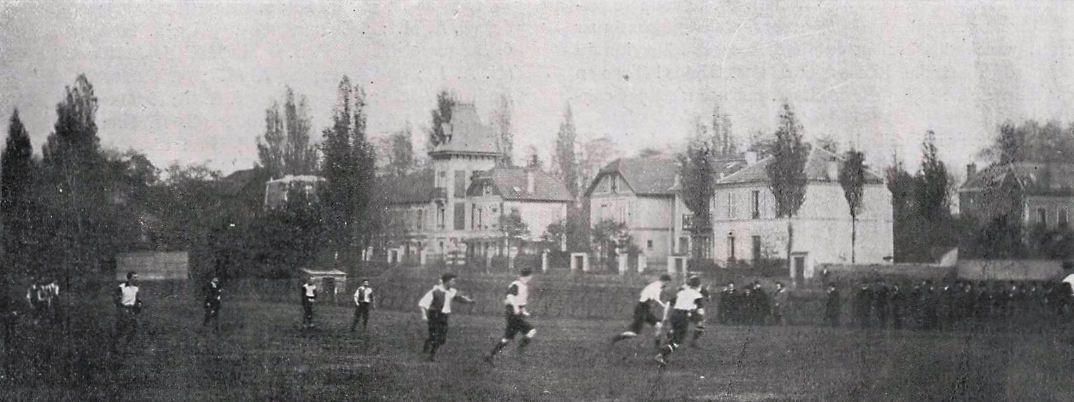
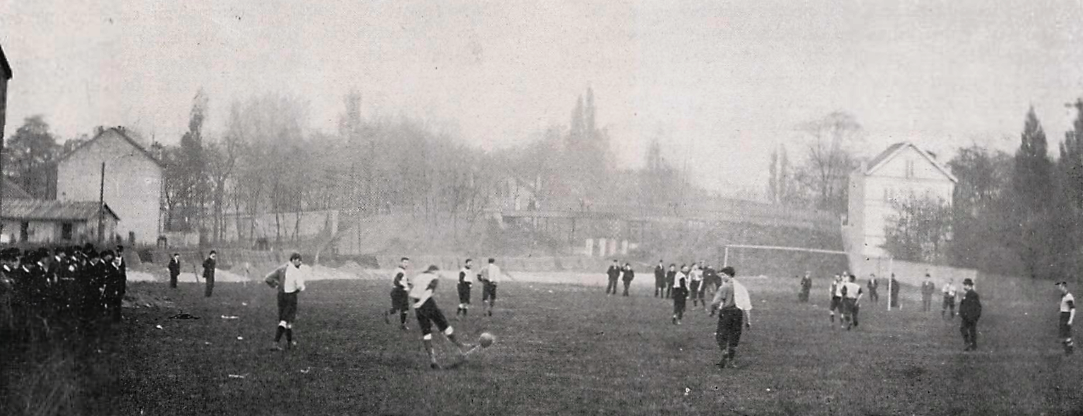

Le club dispute sa dernière saison en 1898-1899. Il termine troisième du championnat de Paris, derrière ses éternels rivaux du Club français et du Standard Athletic Club,. L'événement de la saison a néanmoins lieu le 11 décembre 1898. Une équipe d'Allemagne est composée pour la première fois et se déplace à Paris pour y affronter les White Rovers puis une sélection de Paris. Devant une assistance nombreuse, l'Allemagne, jugée comme « l'une des plus fortes équipes étrangères qui soient venues en France », s'impose largement par sept buts à zéro face aux White Rovers, événement dont il subsiste une photographie publiée dans  Le Sport universel illustré,. Engagés pour le championnat de Paris 1899-1900, les White Rovers, pionniers du football en France, déclarent forfait général faute de joueurs et disparaissent, malgré leurs quatre places de vice-champions de France et une aura considérable due à leurs bons résultats en rencontres amicales,,.

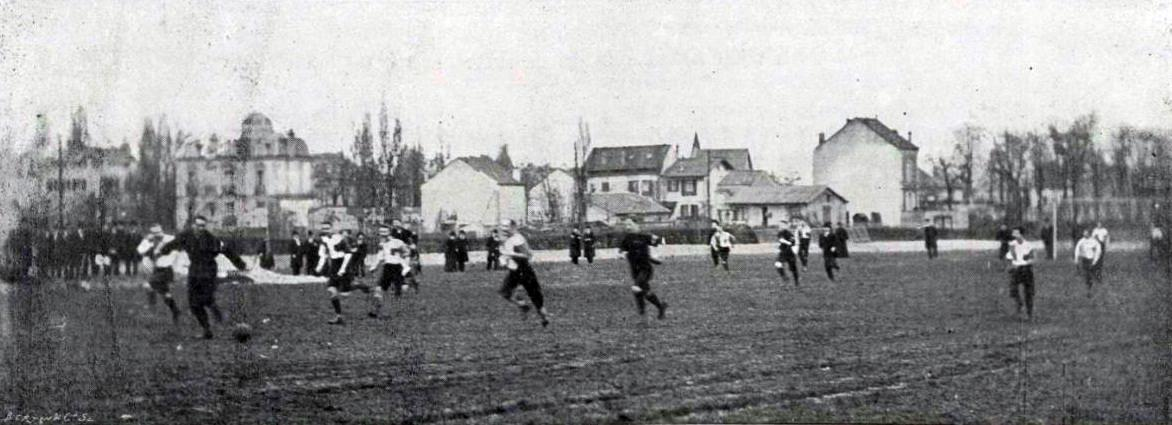
Les White Rovers rencontrent une équipe d'Allemagne le 11 décembre 1898

D'après Georges Duhamel, les White Rovers, même s'ils ne remportèrent jamais le championnat de France, furent « longtemps considérés comme la meilleure équipe de Paris ». Il rapporte également l'anecdote selon laquelle le dimanche, jour des matchs, « suivait de trop près la soirée du samedi pour que [leur] forme puisse rester constante ».

## Structures et identité

### Terrains
| \| Terrain de Bécon Siège social Terrain de la rue Greffulhe Terrain du bois de Vincennes \| Localisation des terrains et du siège social des · White Rovers. |
| Terrain de Bécon Siège social Terrain de la rue Greffulhe Terrain du bois de Vincennes                                                                        |

À ses débuts, la pratique du football se déploie dans les espaces publics. En plein essor de l'urbanisation parisienne à la Belle Époque, les clubs doivent le plus souvent rechercher un terrain en périphérie des agglomérations. Les White Rovers, dont le siège social était situé au 224 rue de Rivoli à Paris, fixèrent alors leur terrain sur une vaste plaine située dans le quartier de Bécon les Bruyères à Courbevoie au nord-ouest de Paris, en face de la gare du même nom, plaine laissée vacante par la Compagnie des chemins de fer de l'Ouest, grâce au soutien de l'un des directeurs, Henry Blount, personnalité mondaine et fils du consul du Royaume-Uni, qui devint le mécène des White Rovers. Le club obtient la concession du terrain en 1894, dont l'accès depuis Paris est aisé, les trains se succédant toutes les cinq minutes sur la ligne Paris-Versailles.
Le début de la saison 1894-1895 est marqué par la volonté de la Compagnie des chemins de fer de l'Ouest de vendre ses terrains autour de la gare de Bécon-les-Bruyères ; celle-ci n'autorise dès lors plus la tenue de matchs sur ceux-ci. Les White Rovers doivent se rabattre non loin de là sur un champ de blé rue Greffulhe à Levallois-Perret. Le club récupère le terrain de Bécon, non encore vendu, pour la saison 1895-1896, mais, loti en avril 1896, le club doit finalement quitter le terrain alors que les nouvelles rues sont déjà tracées et émigrer à l'est de Paris dans le bois de Vincennes, à proximité du vélodrome municipal de Vincennes. Le club y joue jusqu'en 1898, puis retrouve un terrain à Bécon pour la saison 1898-1899,.

### Nom et couleurs
| Début du club | Fin du club |

Les White Rovers jouaient, comme le rapporte Georges Duhamel et le montrent les rares photos d'époque existantes, avec une chemisette blanche, un short et des chaussettes noires, puis avec un maillot blanc à manches noires. La raison du choix du nom de White Rovers, traduisible en français par les Vagabonds Blancs ou les Vadrouilleurs Blancs, n'est pas connue. Néanmoins, Rovers est un nom relativement courant chez les clubs Anglais (Blackburn Rovers, Doncaster Rovers, Tranmere Rovers, Bristol Rovers par exemple).

## Résultats sportifs

### Palmarès
Les White Rovers n'ont remporté aucun titre au cours de leurs huit années d'existence. Ils terminent néanmoins quatre fois consécutivement vice-champions de France dans le championnat organisé par l'Union des sociétés françaises de sports athlétiques à partir de 1894, première compétition de football en France.
| Compétitions nationales                                                                   |
| ----------------------------------------------------------------------------------------- |
| - Championnat de France de l'USFSA (1894-1919) - Vice-champion : 1894, 1895, 1896 et 1897 |

### Bilan saison par saison
Le tableau suivant détaille le bilan saison par saison des White Rovers au cours de leurs dix saisons. Il n'existe pas de compétition officielle au cours des deux premières saisons du club. Il participe à partir de la saison 1893-1894 au championnat de France de l'USFSA puis à partir de la saison 1898-1899 au championnat de Paris, le championnat de France étant ouvert aux clubs de province à partir de cette saison et étant de ce fait divisé régionalement.
| Saison    | Championnat           | Div. | Clas. | Pts | J  | V | N | D  | Bp | Bc | Diff |
| --------- | --------------------- | ---- | ----- | --- | -- | - | - | -- | -- | -- | ---- |
| 1891-1892 | Pas de compétition    |      |       |     |    |   |   |    |    |    |      |
| 1892-1893 | Pas de compétition    |      |       |     |    |   |   |    |    |    |      |
| 1893-1894 | Championnat de France | –    | Fin.  | –   | 3  | 2 | 0 | 1  | 14 | 2  | +12  |
| 1894-1895 | Championnat de France | –    | Fin.  | –   | 3  | 2 | 0 | 1  | 11 | 5  | +6   |
| 1895-1896 | Championnat de France | –    | 2 / 9 | 14  | 8  | 7 | 0 | 1  | 36 | 6  | +30  |
| 1896-1897 | Championnat de France | 1    | 1 / 9 | 14  | 8  | 7 | 0 | 1  | 33 | 8  | +25  |
| 1896-1897 | Barrage pour le titre | –    | 2 / 2 | –   | 1  | 0 | 0 | 1  | 2  | 3  | -1   |
| 1897-1898 | Championnat de France | 1    | 6 / 6 | 0   | 10 | 0 | 0 | 10 | 0  | 30 | -30  |
| 1898-1899 | Championnat de Paris  | 1    | 3 / 7 | 14  | 12 | 7 | 0 | 5  | 43 | 22 | +21  |
| 1899-1900 | Championnat de Paris  | 1    | 8 / 8 | 0   | 14 | 0 | 0 | 14 | 0  | 28 | -28  |

|  | Vice-champion              |
|  | Qualifié pour les barrages |
|  | Relégué                    |

## Joueurs
Les membres des White Rovers étaient majoritairement Écossais. Georges Duhamel, dans son ouvrage Le football français : ses débuts, rapporte le nom d'une vingtaine de joueurs, tous de consonance britannique. Duhamel donne la composition des équipes qui affrontent le Marylebone Football Club le 2 avril 1893 et le Standard Athletic Club le 6 mai 1894 à l'occasion de la finale du championnat de France 1894, ainsi que le nom des cinq joueurs du club faisant partie de l'équipe de Paris qui rencontre les Anglais du Folkestone FC (en) le 24 février 1895.
Le joueur dont le nom revient le plus souvent dans les sources est l'avant Jack Wood, de son vrai nom John Bertram Wood (1872-1921), le principal membre fondateur des White Rovers. Wood arrive alors de Londres, où il commence à jouer au football en 1881 au Robin Hood Football Club,,. Au-delà de son rôle important de joueur au sein de l'équipe, Wood a aussi eu un rôle influent dans l'organisation du football en France, ayant fait partie de la Commission de football de l'Union des sociétés françaises de sports athlétiques pendant ses quatre premières années d’existence. En tout, quatre joueurs des White Rovers ont fait partie de cette commission, ce qui en fait un des clubs les plus représentés malgré son faible nombre de saisons disputées. Parmi les autres joueurs peuvent notamment être cités Cox, présent dans les trois compositions d'équipe rapportées par Duhamel ; L. Cotton, également joueur de rugby à l'International Athletic Club, avec qui il prend part à la finale du championnat de France de rugby 1894, qui rejoint les White Rovers au cours de la saison 1892-1893, cité par Duhamel comme étant le « pilier de la défense des White Rovers » ; F. Roques, ailier gauche lors de la finale du championnat de France 1894, qui rejoint ensuite le rival du Standard AC, avec qui il devient champion de France 1895.
Le consultant en histoire du sport Andy Mitchell a effectué des recherches sur quelques joueurs des White Rovers. William Henry Sleator (1871-1955) arrive à Paris vers 1890 pour s'installer en tant que tailleur, où il est rejoint peu de temps après par son frère Alec, qui devient aussi membre du club. L'Anglais Walter Herbert Hewson (1868-1945), également membre fondateur, était installé à Paris comme vendeur de vêtements. Edward Barclay (1872-1932) était un avocat écossais venu à Paris poursuivre ses études à l'Université de Paris, s'installant par la suite dans la capitale et devenant président de la chambre de commerce britannique. Enfin Claude Farnworth Rivaz (1872-1958), sélectionné pour jouer contre le Folkestone FC le 24 février 1895, arrive au club vers 1894 après avoir passé trois ans en Belgique pour ses études, où il joua pour l'Antwerp Football Club.

Compositions d'équipes des White Rovers et de la sélection de Paris
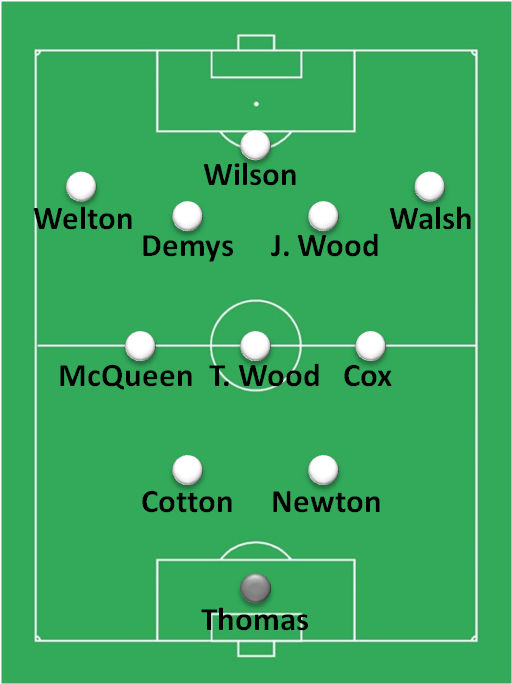
Match amical contre le Marylebone FC le 2 avril 1893[d 33]
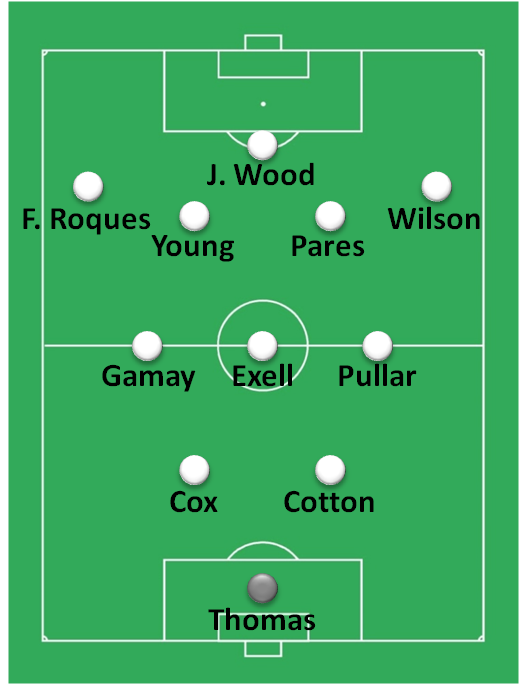
Finale du championnat de France 1894 contre le Standard AC le 6 mai 1894[d 16]
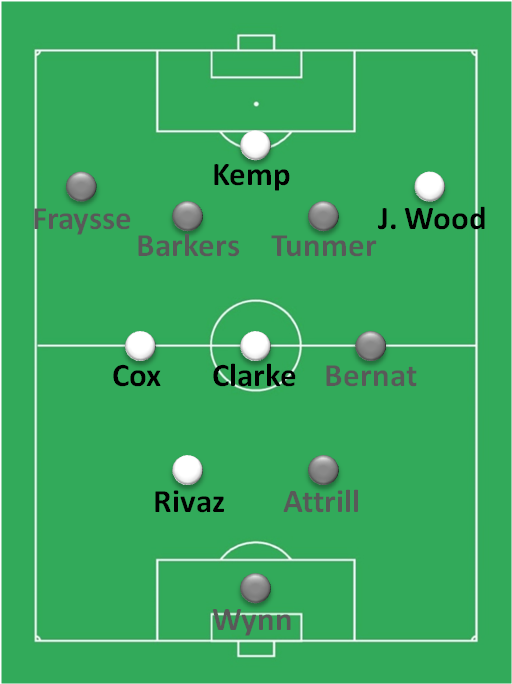
Match amical entre Paris et le Folkestone FC le 24 février 1895[d 20],[note 13]

Les joueurs des White Rovers ont eu une influence considérable sur la diffusion du football en France, dans la mesure où ses joueurs ont pu transmettre leur connaissance du football aux jeunes joueurs français. En effet, les sources suggèrent que les membres des White Rovers étaient plutôt âgés et expérimentés, contrairement à ceux du Club français notamment, en majorité élèves du collège Chaptal à la fondation du club en 1892 et âgés de 15 à 18 ans,,. En particulier, Jack Wood joue au football depuis dix ans lorsqu'il fonde les White Rovers, les membres fondateurs étaient âgés d'une vingtaine d'années à la fondation du club, tandis que Duhamel précise que Cotton avait les « cheveux déjà gris ». Au début des années 1890, la plupart du peu de clubs existants s'entraine au même endroit, au bois de Boulogne ou au terrain de Bécon. Les fréquentes absences de joueurs incitent les clubs à s'échanger momentanément des équipiers pour compléter leurs équipes. Ainsi, dès 1892, le Club français reçoit l’appui de joueurs des White Rovers et du Standard AC, qui leur propagent leur connaissance du jeu, le Club français diffusant ensuite cette connaissance par le même procédé auprès de nouveaux clubs parisiens comme le Cercle athlétique de Neuilly, le Cercle pédestre d'Asnières, Paris Star ou encore le Gallia Club,.